# Josep Maria Redondo

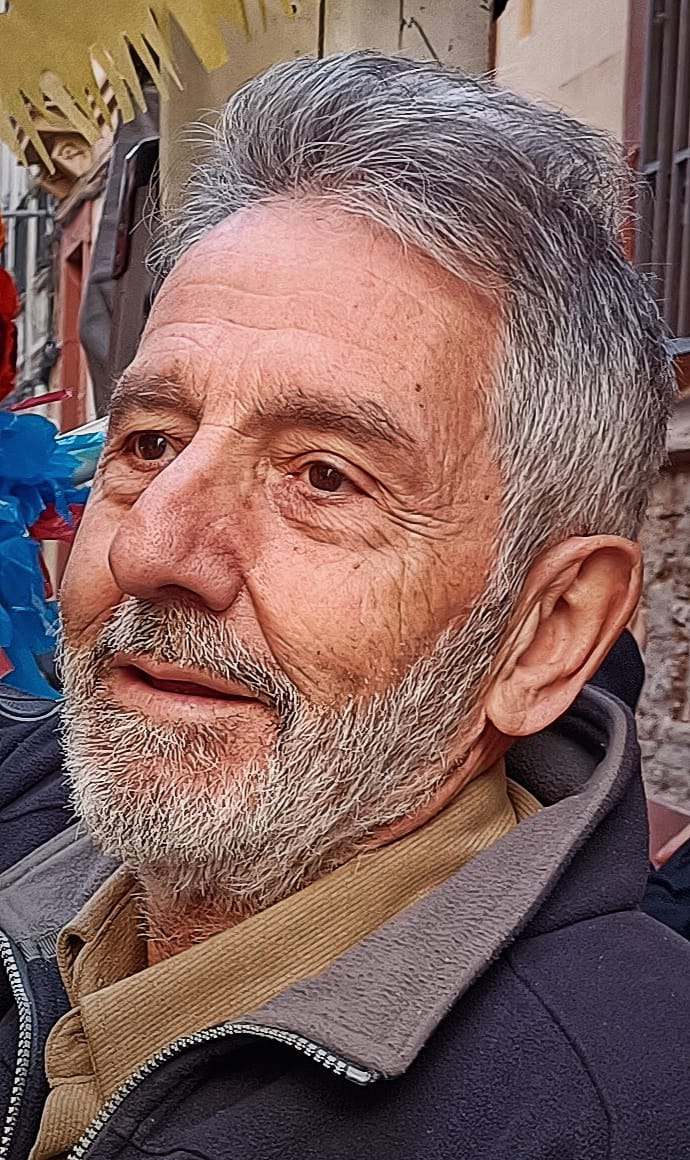
Josep Maria Redondo Miguel

Josep Maria Redondo Miguel (Barcelona el 13 de juliol de 1951), Enginyer Tècnic Químic per la Universitat Politècnica de Catalunya especialitzat com a tècnic en pintures en fases I+D i ser secretari d'AETEPA, Asociacion Española de Tecnicos de Pintura y Afines. Actualment és jubilat.
És un conegut activista de base des del 1969 dintre de la cultura popular de Gràcia per la qual cosa ha estat mereixedor del Premi d'Honor Vila de Gràcia (2022) en categoria individual.
Ha estat vinculat a les juntes directives de l'Orfeó Gracienc, de la Colla de Sant Medir La Pessigolla i de la Federació d'Agrupacions de Colles de Sant Medir i de la Comissió de Festes de Joan Blanques de Dalt de la Festa Major de Gràcia.
Més enllà dels lideratges ha participat sempre com a membre de base en el teixit associatiu de Gràcia a través de diverses iniciatives com l'Associació Catifaires de Gràcia, a l'organització de la recreació de la Revolta de les Quintes de la Coordinadora de Colles de Cultura Popular de Gràcia, en representació de Gràcia a la Comissió Cívica Organitzadora del Carnaval de Barcelona i va ser el Rei Carnestoltes gracienc el 2015. Des del 2017 col·labora en el programa InfoGràcia de Ràdio Gràcia.